# Elytranthe parasitica
Elytranthe parasitica är en tvåhjärtbladig växtart som först beskrevs av Carl von Linné, och fick sitt nu gällande namn av Danser. Elytranthe parasitica ingår i släktet Elytranthe och familjen Loranthaceae. Inga underarter finns listade i Catalogue of Life.